# Peter DeBoer
Peter DeBoer (né le 13 juin 1968, à Dunnville, ville de l'Ontario, au Canada) est un joueur et entraîneur de hockey sur glace de la Ligue nationale de hockey.

## Carrière
De 2008 à 2011, celui-ci était l'entraîneur-chef des Panthers de la Floride de la Ligue nationale de hockey (remplacé par Kevin Dineen). Il est aussi copropriétaire des Generals d'Oshawa de la Ligue de hockey de l'Ontario. Il était auparavant l'entraîneur-chef des Whalers de Détroit, Whalers de Plymouth et les Rangers de Kitchener de la Ligue de hockey de l'Ontario. Il est deux fois gagnant du trophée de l'entraîneur  de l'année en LHO et a mené les Rangers à une victoire de la Coupe Memorial en 2003.
En juillet 2011, il est nommé entraîneur des Devils du New Jersey. À sa première saison avec les Devils, il mène l'équipe jusqu'en finale de la Coupe Stanley, finale qu'ils perdent 4 matchs à 2 contre les Kings de Los Angeles. Il est congédié le 26 décembre 2014 par les Devils après 36 matchs lors de la saison 2014-2015 et deux saisons sans séries.
Le 28 mai 2015, DeBoer devient le nouvel entraîneur-chef des Sharks de San José, le 9e de son histoire.

## Statistiques en tant que joueur
| Saison    | Équipe                | Ligue |    | Saison régulière | Saison régulière | Saison régulière | Saison régulière | Saison régulière |   | Séries éliminatoires | Séries éliminatoires | Séries éliminatoires | Séries éliminatoires | Séries éliminatoires |
| Saison    | Équipe                | Ligue | PJ | B                | A                | Pts              | Pun              | PJ               | B | A                    | Pts                  | Pun                  |                      |                      |
| 1985-1986 | Spitfires de Windsor  | LHO   | 55 | 3                | 6                | 9                | 20               | 11               | 1 | 0                    | 1                    | 0                    |                      |                      |
| 1986-1987 | Spitfires de Windsor  | LHO   | 52 | 13               | 17               | 30               | 37               | 14               | 4 | 9                    | 13                   | 16                   |                      |                      |
| 1987-1988 | Spitfires de Windsor  | LHO   | 54 | 23               | 18               | 41               | 41               | 12               | 4 | 4                    | 8                    | 14                   |                      |                      |
| 1988-1989 | Spitfires de Windsor  | LHO   | 65 | 45               | 46               | 91               | 40               | 4                | 2 | 3                    | 5                    | 0                    |                      |                      |
| 1988-1989 | Admirals de Milwaukee | LIH   | 2  | 0                | 1                | 1                | 0                | 1                | 0 | 2                    | 2                    | 2                    |                      |                      |
| 1989-1990 | Admirals de Milwaukee | LIH   | 67 | 21               | 19               | 40               | 16               | 6                | 0 | 3                    | 3                    | 4                    |                      |                      |
| 1990-1991 | Admirals de Milwaukee | LIH   | 82 | 27               | 34               | 61               | 34               | 6                | 1 | 3                    | 4                    | 0                    |                      |                      |

## Statistiques en tant qu'entraîneur
| Saison    | Équipe                  | Ligue |    | PJ | V  | D  | Pr     | % V                                                     |  | Séries éliminatoires |
| 1995-1996 | Whalers de Détroit      | LHO   | 66 | 40 | 22 | 0  | 63,6 % | Éliminés au 3e tour                                     |  |                      |
| 1996-1997 | Whalers de Détroit      | LHO   | 66 | 26 | 34 | 0  | 43,9 % | Éliminés au 1er tour                                    |  |                      |
| 1997-1998 | Whalers de Plymouth     | LHO   | 66 | 37 | 19 | 3  | 63,6 % | Éliminés au 3e tour                                     |  |                      |
| 1998-1999 | Whalers de Plymouth     | LHO   | 68 | 51 | 11 | 2  | 79,4 % | Éliminés au 2e tour                                     |  |                      |
| 1999-2000 | Whalers de Plymouth     | LHO   | 68 | 45 | 18 | 1  | 69,9 % | Finalistes                                              |  |                      |
| 2000-2001 | Whalers de Plymouth     | LHO   | 68 | 43 | 15 | 5  | 70,6 % | Finalistes                                              |  |                      |
| 2001-2002 | Rangers de Kitchener    | LHO   | 68 | 35 | 22 | 1  | 59,6 % | Éliminés au 1er tour                                    |  |                      |
| 2002-2003 | Rangers de Kitchener    | LHO   | 68 | 46 | 14 | 3  | 73,5 % | Remporte le championnat Remporte la Coupe Memorial      |  |                      |
| 2003-2004 | Rangers de Kitchener    | LHO   | 68 | 34 | 26 | 2  | 55,9 % | Éliminés au 1er tour                                    |  |                      |
| 2004-2005 | Rangers de Kitchener    | LHO   | 68 | 35 | 20 | 4  | 61 %   | Éliminés au 3e tour                                     |  |                      |
| 2005-2006 | Rangers de Kitchener    | LHO   | 68 | 47 | 19 | 2  | 70,6 % | Éliminés au 1er tour                                    |  |                      |
| 2006-2007 | Rangers de Kitchener    | LHO   | 68 | 47 | 17 | 4  | 72,1 % | Éliminés au 2e tour                                     |  |                      |
| 2007-2008 | Rangers de Kitchener    | LHO   | 68 | 53 | 11 | 4  | 80,9 % | Remporte le championnat Finalistes de la Coupe Memorial |  |                      |
| 2008-2009 | Panthers de la Floride  | LNH   | 82 | 41 | 30 | 11 | 56,7 % | Non qualifiés                                           |  |                      |
| 2009-2010 | Panthers de la Floride  | LNH   | 82 | 32 | 37 | 13 | 47 %   | Non qualifiés                                           |  |                      |
| 2010-2011 | Panthers de la Floride  | LNH   | 82 | 30 | 40 | 12 | 43,9 % | Non qualifiés                                           |  |                      |
| 2011-2012 | Devils du New Jersey    | LNH   | 82 | 48 | 28 | 6  | 62,2 % | Finalistes                                              |  |                      |
| 2012-2013 | Devils du New Jersey    | LNH   | 48 | 19 | 19 | 10 | 50 %   | Non qualifiés                                           |  |                      |
| 2013-2014 | Devils du New Jersey    | LNH   | 82 | 35 | 29 | 18 | 53,7 % | Non qualifiés                                           |  |                      |
| 2014-2015 | Devils du New Jersey    | LNH   | 36 | 12 | 17 | 7  | 43,1 % | Congédié en cours de saison                             |  |                      |
| 2015-2016 | Sharks de San José      | LNH   | 82 | 46 | 30 | 6  | 59,8 % | Finalistes                                              |  |                      |
| 2016-2017 | Sharks de San José      | LNH   | 82 | 46 | 29 | 7  | 60,4 % | Éliminés au 1re tour                                    |  |                      |
| 2017-2018 | Sharks de San José      | LNH   | 82 | 45 | 27 | 10 | 61 %   | Éliminés au 2e tour                                     |  |                      |
| 2018-2019 | Sharks de San José      | LNH   | 82 | 46 | 27 | 9  | 61,6 % | Éliminés au 3e tour                                     |  |                      |
| 2019-2020 | Sharks de San José      | LNH   | 33 | 15 | 16 | 2  | 48,5 % | Congédié en cours de saison                             |  |                      |
| 2019-2020 | Golden Knights de Vegas | LNH   | 22 | 15 | 5  | 2  | 72,7 % | Éliminés au 3e tour                                     |  |                      |
| 2020-2021 | Golden Knights de Vegas | LNH   | 56 | 40 | 14 | 2  | 73,2 % | Éliminés au 3e tour                                     |  |                      |
| 2021-2022 | Golden Knights de Vegas | LNH   | 82 | 43 | 31 | 8  | 57,3 % | Non qualifiés                                           |  |                      |
| 2022-2023 | Stars de Dallas         | LNH   | 82 | 47 | 21 | 14 | 65,9 % | Éliminés au 3e tour                                     |  |                      |
| 2023-2024 | Stars de Dallas         | LNH   | 82 | 52 | 21 | 9  | 68,9 % | Éliminés au 3e tour                                     |  |                      |